# Amberana ouvrardi
Amberana ouvrardi is een halfvleugelig insect uit de familie schuimcicaden (Cercopidae). De wetenschappelijke naam van deze soort is voor het eerst geldig gepubliceerd in 2012 door Soulier-Perkins.